# El Mayorazgo
El Mayorazgo es un barrio perteneciente al distrito Este de la ciudad andaluza de Málaga, España. Según la delimitación oficial del ayuntamiento, limita al norte con el sector de Colinas del Limonar; al este, con el sector de Las Niñas; al sur, con los barrios de Hacienda Clavero, Hacienda Miramar y El Limonar; y al oeste, con el barrio de Los Pinos del Limonar.

## Transporte
En autobús, queda conectado mediante las siguientes líneas de la EMT: 
| Línea | Trayecto                       | Recorrido | Frecuencia    |
| ----- | ------------------------------ | --------- | ------------- |
| C3    | Parque Clavero                 | Recorrido | 15 minutos    |
| 32    | Alameda Principal - El Limonar | Recorrido | 16-18 minutos |